# ليمون (كانتون)

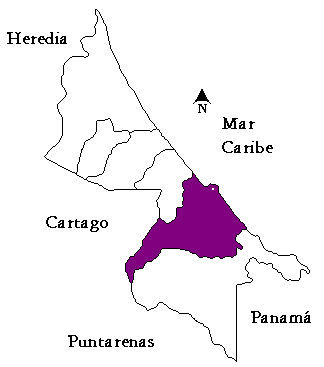
كانتون ليمون في محافظة ليمون

ليمون (بالإسبانية: Limón)‏ هو اسم الكانتون الأول في محافظة ليمون في كوستاريكا. و يغطي الكانتون مساحة 1,765.79 كم مربع.
و يقدر عدد سكانه بحوالي 97,102 نسمة.
تدعى المدينة الرئيسة للكانتون بـميناء ليمون" أو بويرتو ليمون.
يمتد الكانتون على طول الساحل الكاريبي من منبع نهر تورو في الشمال وإلى نهر توبا في الجنوب. في الشرق توجد كورديجا دي تيلاران و إلى الجنوب الغربي حيث يصل إلى قمة سيرّو شيريبو. أعلى نقطة في كوستاريكا.
تم تأسيس مقاطعة ليمون لأول مرة عام 1870 بقانون قضائي نصته الحكومة المركزية في سان خوسيه. و تم اعتباره كانتون بقانون تشريعي في 19 آب 1903.

## المقاطعات
يقسم كانتون ليمون إلى أربع مقاطعات إدارية وهي :
1. ليمون
2. فاجيه لا إستريجا
3. ريو بلانكو
4. ماتاما